# Marko Jemec
Marko Jemec (* 3. August 1963 in Ljubljana) ist ein ehemaliger slowenischer Freestyle-Skier. Er startete in den Buckelpisten-Disziplinen Moguls und Dual Moguls.
Jemec trat international erstmals bei den Weltmeisterschaften 1986 in Tignes in Erscheinung, wobei er den 23. Platz im Moguls errang und nahm von 1987 bis 2003 an 35 Weltcups teil. Seine beste Platzierung dabei war der 17. Platz im Dual Moguls im März 2003 in Voss. Zudem belegte er bei den Weltmeisterschaften 1989 in Oberjoch den 40. Platz im Moguls und startete von 1996 bis 2005 im Europacup, wobei er zwei Podestplatzierungen erringen konnte.